# Sites mégalithiques de l'Ariège
Cet article présente la liste des sites mégalithiques de l'Ariège, en France.

## Inventaire
Le massif de Tabe, à l'est du département, concentre également des mégalithes divers. Les environs du Mas d'Azil compteraient plus d'une dizaine de dolmens dont deux sont classés monument historique. Certains pourraient encore être découverts.
| Monument                          | Commune              | Remarque                                          | Localisation                                                                        | Protection        | Image |
| --------------------------------- | -------------------- | ------------------------------------------------- | ----------------------------------------------------------------------------------- | ----------------- | ----- |
| Pierre Quillade                   | Bethmale             | menhir                                            | 42° 52′ 40″ N, 1° 04′ 16″ E                                                         |                   |       |
| Dolmen de Balignas                | Les Bordes-sur-Arize |                                                   | 43° 06′ 02″ N, 1° 21′ 00″ E                                                         |                   |       |
| Dolmen d'Ayer                     | Bordes-Uchentein     |                                                   | 42° 52′ 57″ N, 1° 00′ 49″ E                                                         | Classé MH (1889)  |       |
| Dolmen de Commenge                | Camarade             |                                                   |                                                                                     |                   |       |
| Dolmens de Couteret               | Cérizols             | 3 dolmens                                         | 43° 07′ 56″ N, 1° 04′ 50″ E 43° 07′ 58″ N, 1° 04′ 54″ E 43° 07′ 58″ N, 1° 04′ 53″ E |                   |       |
| Dolmen de Goudère                 | Gabre                |                                                   | 43° 04′ 47″ N, 1° 24′ 57″ E                                                         | Classé MH (1889)  |       |
| Dolmen de la Plagne               | Génat                |                                                   | 42° 50′ 14″ N, 1° 35′ 05″ E                                                         | Inscrit MH (1995) |       |
| Dolmen d'Angauly                  | Lesparrou            |                                                   |                                                                                     |                   |       |
| Dolmen de Bidot                   | Le Mas-d'Azil        | autre nom dolmen de Meilhorat                     | 43° 05′ 06″ N, 1° 20′ 19″ E                                                         | Classé MH (1889)  |       |
| Dolmen de Seigmas                 | Le Mas-d'Azil        | autres noms dolmen de Seignas, dolmen de Brillaud | 43° 05′ 24″ N, 1° 19′ 59″ E                                                         | Classé MH (1889)  |       |
| Dolmen du Cap del Pouech          | Le Mas-d'Azil        |                                                   | 43° 04′ 48″ N, 1° 20′ 51″ E                                                         |                   |       |
| Dolmen d'Amplaing ou la Peyrogall | Mercus-Garrabet      |                                                   | 42° 53′ 50″ N, 1° 37′ 47″ E                                                         |                   |       |
| Dolmen                            | Mérens-les-Vals      |                                                   |                                                                                     |                   |       |
| Dolmen des Clottes de l'étang     | Mijanès              |                                                   |                                                                                     |                   |       |
| Dolmen du col des Trabesses       | Mijanès              |                                                   |                                                                                     |                   |       |
| Dolmen de la Reboule              | Montségur            |                                                   |                                                                                     |                   |       |
| Les 3 ours                        | Perles-et-Castelet   | dolmen                                            | 42° 44′ 08″ N, 1° 47′ 51″ E                                                         |                   |       |
| Dolmen de Peyré                   | Sabarat              |                                                   | 43° 05′ 24″ N, 1° 23′ 20″ E                                                         |                   |       |
| Menhir de Savignac-les-Ormeaux    | Savignac-les-Ormeaux |                                                   | 42° 43′ 44″ N, 1° 49′ 07″ E                                                         |                   |       |
| Cabane de Roland                  | Tignac               |                                                   | 42° 45′ 06″ N, 1° 47′ 20″ E                                                         |                   |       |